# Promenada (stawy)
Promenada – staw lub dwa stawy na warszawskim Mokotowie na terenie parku Morskie Oko.

## Położenie i charakterystyka
Dwa połączone ze sobą stawy leżą po lewej stronie Wisły, w stołecznej dzielnicy Mokotów, na obszarze MSI Sielce, na terenie parku Morskie Oko, w jego południowej części zwanej Promenadą. W pobliżu przebiegają ulice: Belwederska, Promenada, Konduktorska i Artura Grottgera. Zbiorniki wodne położone są na obszarze zlewni Kanału Głównego „A”.
Zgodnie z ustaleniami w ramach „Programu Ochrony Środowiska dla m.st. Warszawy na lata 2009–2012 z uwzględnieniem perspektywy do 2016 r.” stawy położone są na terasie nadzalewowej, a ich powierzchnia wynosi 0,6000 i 0,1502 ha, łącznie 0,7502 ha. Zasilane są stale wodami podziemnymi, a odpływ odbywa się poprzez kanalizację. Według numerycznego modelu terenu udostępnionego przez Geoportal lustro wody większego zbiornika wodnego znajduje się na wysokości 84,4 m n.p.m. Identyfikatory MPHP to 97588 i 130936440.
Nad północno-wschodnim brzegiem większego zbiornika wodnego rośnie lipa drobnolistna (Tilia cordata) chroniona jako pomnik przyrody (nr INSPIRE: PL.ZIPOP.1393.PP.1465011.3258).

## Historia
Stawy są gliniankami, pozostałością po eksploatacji iłów plioceńskich. W przeszłości były częścią ogrodu założonego w latach 1772–1774 dla Izabeli Lubomirskiej. Wtedy też staw urządzono, posadowiono na nim wyspy i połączono mostkami. Następnie był częścią stworzonego w 1845 roku przez Franciszka Szustera letniska „Promenada”. Otaczający stawy ogród ma charakter krajobrazowy. Występuje duża liczba nasadzeń wzdłuż alei spacerowych. W okolicach stawu do 1925 roku odbywały się zabawy ludowe i widowiska na świeżym powietrzu. Ostatnia przebudowa parku Morskie Oko miała miejsce w 1955 roku według projektu E. Jankowskiej i Z. Gnosa.
Według stanu wiedzy z 1921 roku, w pobliżu stawu znajdowały się inne, mniejsze glinianki. Zbiornik wodny przedzielony był groblami. Wśród roślinności wodnej występowały rogatek, wywłócznik i rzęsa. Przedstawicielami fauny, których można było spotkać, były traszki, pływak żółtobrzeżek, kałużnice, ośliczka, pijawki i ślimaki.

## Galeria
| - Plan parku dla Izabeli Lubomirskiej, część wschodnia z obecnym stawem i parkiem Promenada, ok. 1780 roku - Staw na planie Warszawy z 1922 roku - Mniejszy ze stawów, widok od zachodu - Aleja spacerowa na grobli między stawami |